# Ausztria uralkodó hercegeinek és főhercegeinek listája

## Babenberg-ház (976–1246)
Bővebben: Babenberg-ház

### Ausztria őrgrófjai
| Uralkodó                                                                   | Életterminusa                                         | Uralkodása kezdete | Uralkodása vége | Uralkodóháza | Megjegyzés                                     | Portré |
| -------------------------------------------------------------------------- | ----------------------------------------------------- | ------------------ | --------------- | ------------ | ---------------------------------------------- | ------ |
| I. Jeles Lipót németül: Leopold I der Erlauchte Ausztria őrgrófja          | 940 körül – 994. július 10. (54 éves kora körül)      | 976                | 994 (18 év)     | Babenbergek  | Az első uralkodó.                              |        |
| I. Erős Henrik németül: Heinrich I der Starke Ausztria őrgrófja            | 965 körül – 1018. július 3. (53 éves kora körül)      | 994                | 1018 (23 év)    | Babenbergek  | I. Lipót fia.                                  |        |
| Győztes Adalbert németül: Adalbert der Siegreiche Ausztria őrgrófja        | 985 körül – 1055. május 26. (70 éves kora körül)      | 1018               | 1055 (37 év)    | Babenbergek  | I. Lipót fia.                                  |        |
| I. Bátor Ernő németül: Ernst I der Tapfere Ausztria őrgrófja               | 1027 körül – 1075. június 10. (48 éves kora körül)    | 1055               | 1075 (20 év)    | Babenbergek  | Adalbert fia.                                  |        |
| II. Igazságos Lipót németül: Leopold II der Schöne Ausztria őrgrófja       | 1050 – 1095. október 12. (45 éves kora körül)         | 1075               | 1095 (20 év)    | Babenbergek  | I. Ernő fia.                                   |        |
| III. Szent Lipót németül: Leopold III der Heilige Ausztria őrgrófja        | 1073. szeptember 29. – 1136. november 15. (63 évesen) | 1095               | 1136 (41 év)    | Babenbergek  | II. Lipót fia.                                 |        |
| IV. Bőkezű Lipót németül: Leopold IV der Freigiebige Ausztria őrgrófja     | 1108 – 1141. október 18. (33 évesen)                  | 1136               | 1141 (5 év)     | Babenbergek  | III. Lipót fia.                                |        |
| II. Jasomirgott Henrik németül: Heinrich II. Jasomirgott Ausztria őrgrófja | 1107 – 1177. január 13. (70 éves kora körül)          | 1141               | 1156 (15 év)    | Babenbergek  | III. Lipót fia. 1156-ban hercegi rangot nyert. |        |

### Ausztria hercegei
| Uralkodó                                                                    | Életterminusa                                       | Uralkodása kezdete  | Uralkodása vége                              | Uralkodóháza | Megjegyzés                                                                                            | Portré |
| --------------------------------------------------------------------------- | --------------------------------------------------- | ------------------- | -------------------------------------------- | ------------ | --- | ------ |
| II. Jasomirgott Henrik németül: Heinrich II. Jasomirgott Ausztria hercege   | 1107 – 1177. január 13. (70 éves kora körül)        | 1156. szeptember 8. | 1177. január 13. (20 év, 4 hónap, 5 nap)     | Babenbergek  | III. Szent Lipót osztrák őrgróf és Ágnes bajor hercegnő fia, az első osztrák uralkodó herceg          |        |
| V. Erkölcsös Lipót németül: Leopold V. der Tugendhafte Ausztria hercege     | 1157 – 1194. december 31. (37 éves kora körül)      | 1177. január 13.    | 1194. december 31. (17 év, 11 hónap, 18 nap) | Babenbergek  | II. Jasomirgott Henrik osztrák herceg és Komnénosz Teodóra bizánci császári hercegnő fia              |        |
| I. Katolikus Frigyes németül: Friedrich I. der Katholische Ausztria hercege | 1175 körül – 1198. április 16. (23 éves kora körül) | 1194. december 31.  | 1198. április 16. (3 év, 3 hónap, 16 nap)    | Babenbergek  | V. Erkölcsös Lipót osztrák herceg és Ilona magyar királyi hercegnő fia                                |        |
| VI. Dicsőséges Lipót németül: Leopold VI. der Glorreiche Ausztria hercege   | 1176. október 15. – 1230. július 28. (53 évesen)    | 1198. április 16.   | 1230. július 28. (32 év, 3 hónap, 12 nap)    | Babenbergek  | V. Erkölcsös Lipót osztrák herceg és Ilona magyar királyi hercegnő fia, I. Katolikus Frigyes testvére |        |
| II. Civakodó Frigyes németül: Friedrich II. der Streitbare Ausztria hercege | 1211. június 15. – 1246. június 15. (35 évesen)     | 1230. július 28.    | 1246. június 15. (15 év, 10 hónap, 18 nap)   | Babenbergek  | VI. Dicsőséges Lipót osztrák herceg és Angelina Teodóra bizánci császári hercegnő fia                 |        |

## Interregnum (1246–1278)
Lásd még: az Ausztria történelme cikket
- II. Nagy Ottokár (1251–1278) (igénylő)

## Habsburg-ház (1278–1780)
Bővebben: Habsburg-ház

### Ausztria hercegei (1278–1365)
| Uralkodó                                                              | Életterminusa                                        | Uralkodása kezdete  | Uralkodása vége                             | Uralkodóháza | Megjegyzés | Portré |
| --------------------------------------------------------------------- | ---------------------------------------------------- | ------------------- | ------------------------------------------- | ------------ | --- | ------ |
| I. Rudolf németül: Rudolf I. Ausztria hercege                         | 1218. május 1. – 1291. július 15. (73 évesen)        | 1278. augusztus 26. | 1282. december 27. (4 év, 4 hónap, 1 nap)   | Habsburgok   | IV. Albert Habsburg gróf és Hedvig kiburg grófnő fia, az első Habsburg uralkodó herceg, egyben német király                                                                                        |        |
| I. Albert németül: Albrecht I. Ausztria hercege                       | 1255 júliusa – 1308. május 1. (52 évesen)            | 1282. december 27.  | 1308. május 1. (25 év, 4 hónap, 4 nap)      | Habsburgok   | I. Rudolf osztrák herceg, német király és Gertrúd hohenbergi grófnő fia, 1282 és 1290 között társuralkodója II. Rudolf, 1298 és 1307 között III. Rudolf                                            |        |
| III. Szép Frigyes németül: Friedrich III. der Schöne Ausztria hercege | 1289 – 1330. január 13. (41 éves kora körül)         | 1308. május 1.      | 1330. január 13. (21 év, 8 hónap, 12 nap)   | Habsburgok   | I. Albert osztrák herceg, német király és Görzi Erzsébet karintiai hercegnő fia, 1308 és 1326 között I. Lipóttal                                                                                   |        |
| II. Sánta Albert németül: Albert II. der Lahme Ausztria hercege       | 1298. december 12. – 1358. augusztus 16. (59 évesen) | 1330. január 13.    | 1358. augusztus 16. (28 év, 6 hónap, 7 nap) | Habsburgok   | I. Albert osztrák herceg, német király és Görzi Erzsébet karintiai hercegnő fia, 1330 és 1339 között Ottóval                                                                                       |        |
| IV. Alapító Rudolf németül: Rudolf IV. der Stifter Ausztria hercege   | 1339. november 1. – 1365. július 27. (25 évesen)     | 1358. augusztus 16. | 1365. július 27. (6 év, 11 hónap, 11 nap)   | Habsburgok   | II. Sánta Albert osztrák herceg és Pfirti Johanna hercegnő fia, halála után Ausztria két részre szakadt fiai között, az egyik felét III. Albert, a másikat pedig III. Lipót leszármazottai uralták |        |

### A részekre szakadt Ausztria (1365–1457)
IV. Rudolf halála után Ausztria két részre szakadt fiai között, az egyik felét III. Albert, a másikat pedig III. Lipót leszármazottai uralták. Albert fennhatósága alá került az ország központi része, míg Lipóthoz Felső-Ausztria, valamint Belső-Ausztria, azaz Stájerország, Karintia és Tirol területe került. A Lipót-ág később szintén két részre szakadt.
Lipót-ág uralkodói:
| Uralkodó                     | Életterminusa                                          | Uralkodása kezdete | Uralkodása vége | Uralkodóháza | Megjegyzés                    | Portré |
| ---------------------------- | ------------------------------------------------------ | ------------------ | --------------- | ------------ | ----------------------------- | ------ |
| III. Lipót Ausztria hercege  | 1351. november 1. – 1386. július 9. (34 évesen)        | 1365               | 1386 (21 év)    | Habsburgok   | II. Albert fia.               |        |
| Vilmos Ausztria hercege      | 1370 – 1406. július 15. (36 évesen)                    | 1386               | 1406 (26 év)    | Habsburgok   | III. Lipót fia.               |        |
| IV. Lipót Ausztria hercege   | 1371 – 1411. június 3. (40 évesen)                     | 1386               | 1411 (25 év)    | Habsburgok   | III. Lipót fia. Társuralkodó. |        |
| II. Ernő Ausztria hercege    | 1377 – 1424. június 10. (47 évesen)                    | 1402               | 1424 (22 év)    | Habsburgok   | III. Lipót fia. Társuralkodó. |        |
| IV. Frigyes Ausztria hercege | 1382 – 1439. június 24. (57 évesen)                    | 1406               | 1439 (33 év)    | Habsburgok   | III. Lipót fia.               |        |
| VI. Albert Ausztria hercege  | 1418. december 12. – 1463. december 2. (44 évesen)     | 1424               | 1463 (39 év)    | Habsburgok   | 1457-től már főhercegként     |        |
| V. Frigyes Ausztria hercege  | 1415. szeptember 21. – 1493. augusztus 19. (76 évesen) | 1424               | 1493 (69 év)    | Habsburgok   | 1463-tól főhercegként         |        |
| Zsigmond Ausztria hercege    | 1427. október 26. – 1496. március 4. (68 évesen)       | 1439               | 1490 (51 év)    | Habsburgok   | IV. Frigyes fia.              |        |

Albert-ág uralkodói:
| Uralkodó                     | Életterminusa                                           | Uralkodása kezdete | Uralkodása vége | Uralkodóháza | Megjegyzés                                                         | Portré |
| ---------------------------- | ------------------------------------------------------- | ------------------ | --------------- | ------------ | ------------------------------------------------------------------ | ------ |
| III. Albert Ausztria hercege | 1349. szeptember 9. – 1395. augusztus 29. (45 évesen)   | 1365               | 1395 (30 év)    | Habsburgok   | II. Albert fia.                                                    |        |
| IV. Albert Ausztria hercege  | 1377. szeptember 19. – 1404. szeptember 14. (26 évesen) | 1395               | 1404 (9 év)     | Habsburgok   | III. Albert fia.                                                   |        |
| V. Albert Ausztria hercege   | 1397. augusztus 16. – 1439. október 27. (42 évesen)     | 1404               | 1439 (35 év)    | Habsburgok   | IV. Albert fia. Magyar király is.                                  |        |
| László Ausztria hercege      | 1440. február 22. – 1457. november 23. (17 évesen)      | 1440               | 1457 (17 év)    | Habsburgok   | V. Albert utószülőtt fia. 1453-tól főhercegként. Magyar király is. |        |

### Ausztria főhercegei (1453–1564)
| Uralkodó                                                         | Életterminusa                                          | Uralkodása kezdete  | Uralkodása vége                              | Uralkodóháza           | Megjegyzés | Portré |
| ---------------------------------------------------------------- | ------------------------------------------------------ | ------------------- | -------------------------------------------- | ---------------------- | --- | ------ |
| Utószülött László németül: Ladislaus Postumus Ausztria főhercege | 1440. február 22. – 1457. november 23. (17 évesen)     | 1453. január 6.     | 1457. november 23. (3 év, 8 hónap, 10 nap)   | Habsburgok, alberti ág | V. Albert osztrák herceg és Luxemburgi Erzsébet magyar királyi hercegnő fia                                                                                   |        |
| Corvin Mátyás németül: Matthias Corvinus Ausztria főhercege      | 1443. február 23. – 1490. április 6 (47 évesen)        | 1485. június 1.     | 1490. április 6. (4 év, 10 hónap, 5 nap)     | Hunyadiak              | Hunyadi János magyar kormányzó és horogszegi Szilágyi Erzsébet fia, aki 1485-ben bevette Bécset és kinevezte magát Ausztria főhercegének                      |        |
| V. Frigyes németül: Friedrich V. Ausztria főhercege              | 1415. szeptember 21. – 1493. augusztus 19. (77 évesen) | 1457. november 23.  | 1493. augusztus 19. (35 év, 8 hónap, 27 nap) | Habsburgok, lipóti ág  | II. Vas Ernő stájer, karintiai és krajnai herceg és Cymburgis mazóviai hercegnő fia. Társuralkodója VI. Albert osztrák herceg 1457 és 1463 között             |        |
| I. Miksa németül: Maximilian I. Ausztria főhercege               | 1459. március 22. – 1519. január 12. (59 évesen)       | 1493. augusztus 19. | 1519. január 12. (25 év, 4 hónap, 24 nap)    | Habsburgok, lipóti ág  | V. Frigyes osztrák főherceg, német-római császár és Portugáliai Eleonóra infánsnő fia                                                                         |        |
| I. Károly németül: Karl I. Ausztria főhercege                    | 1500. február 24. – 1558. szeptember 21. (58 évesen)   | 1519. január 12.    | 1521. április 28. (1 év, 2 hónap, 3 nap)     | Spanyol–Habsburgok     | Szép Fülöp burgundiai uralkodó herceg és II. Őrült Johanna kasztíliai királynő fia, egyben Spanyolország királya és a Habsburg-ház spanyol ágának alapítója   |        |
| I. Ferdinánd németül: Ferdinand I. Ausztria főhercege            | 1503. március 10. – 1564. július 25. (61 évesen)       | 1521. április 28.   | 1564. július 25. (44 év, 2 hónap, 27 nap)    | Osztrák–Habsburgok     | Szép Fülöp burgundiai uralkodó herceg és II. Őrült Johanna kasztíliai királynő fia, I. Károly testvére, egyben német-római császár és az osztrák ág alapítója |        |

### Alsó- és Felső-Ausztria főhercegei (1564–1657)
| Uralkodó                                                                 | Életterminusa                                     | Uralkodása kezdete | Uralkodása vége                             | Uralkodóháza       | Megjegyzés | Portré |
| ------------------------------------------------------------------------ | ------------------------------------------------- | ------------------ | ------------------------------------------- | ------------------ | --- | ------ |
| II. Miksa németül: Maximilian II. Alsó- és Felső-Ausztria főhercege      | 1527. július 31. – 1576. október 12. (49 évesen)  | 1564. július 26.   | 1576. október 12. (12 év, 2 hónap, 18 nap)  | Osztrák–Habsburgok | I. Ferdinánd osztrák főherceg, német-római császár és Jagelló Anna magyar királyi hercegnő fia                                                 |        |
| V. Rudolf németül: Rudolf V. Alsó- és Felső-Ausztria főhercege           | 1552. július 18. – 1612. január 20. (59 évesen)   | 1576. október 12.  | 1608. június 25. (31 év, 8 hónap, 13 nap)   | Osztrák–Habsburgok | II. Miksa osztrák főherceg, német-római császár és Habsburg Mária spanyol infánsnő fia                                                         |        |
| I. Mátyás németül: Matthias I. Alsó- és Felső-Ausztria főhercege         | 1557. február 24. – 1619. március 20. (62 évesen) | 1608. június 25.   | 1619. március 20. (10 év, 8 hónap, 23 nap)  | Osztrák–Habsburgok | II. Miksa osztrák főherceg, német-római császár és Habsburg Mária spanyol infánsnő fia, V. Rudolf testvére, egyben Hátsó-Ausztria főhercege is |        |
| III. Ferdinánd németül: Ferdinand III. Alsó- és Felső-Ausztria főhercege | 1578. július 9. – 1637. február 15. (58 évesen)   | 1619. március 20.  | 1637. február 15. (17 év, 10 hónap, 26 nap) | Osztrák–Habsburgok | II. Károly, Belső-Ausztria főhercege és Mária Anna bajor hercegnő fia, egyben Belső-Ausztria főhercege is                                      |        |
| IV. Ferdinánd németül: Ferdinand IV. Alsó- és Felső-Ausztria főhercege   | 1608. július 13. – 1657. április 2. (48 évesen)   | 1637. február 15.  | 1657. április 2. (20 év, 1 hónap, 18 nap)   | Osztrák–Habsburgok | III. Ferdinánd osztrák főherceg, német-római császár és Mária Anna bajor hercegnő fia, egyben Belső-Ausztria főhercege is                      |        |

### Hátsó-Ausztria főhercegei és Tirol hercegesített grófjai (1564–1665)
| Uralkodó                                                          | Életterminusa                                       | Uralkodása kezdete   | Uralkodása vége                               | Uralkodóháza       | Megjegyzés | Portré |
| ----------------------------------------------------------------- | --------------------------------------------------- | -------------------- | --------------------------------------------- | ------------------ | --- | ------ |
| II. Ferdinánd németül: Ferdinand II. Hátsó-Ausztria főhercege     | 1529. június 14. – 1595. január 24. (65 évesen)     | 1564. július 25.     | 1595. január 24. (30 év, 6 hónap, 30 nap)     | Habsburg–Tiroli    | I. Ferdinánd osztrák főherceg, német-római császár és Jagelló Anna magyar királyi hercegnő fia, II. Miksa testvére                  |        |
| I. Mátyás németül: Matthias I. Hátsó-Ausztria főhercege           | 1557. február 24. – 1619. március 20. (62 évesen)   | 1595. január 24.     | 1619. március 20. (24 év, 1 hónap, 24 nap)    | Osztrák–Habsburgok | II. Miksa osztrák főherceg, német-római császár és Habsburg Mária spanyol infánsnő fia, egyben Alsó- és Felső-Ausztria főhercege is |        |
| V. Lipót németül: Leopold V. Hátsó-Ausztria főhercege             | 1586. október 9. – 1632. szeptember 13. (45 évesen) | 1619. március 20.    | 1632. szeptember 13. (13 év, 5 hónap, 24 nap) | Habsburg–Tiroli    | II. Károly, Belső-Ausztria főhercege és Mária Anna bajor hercegnő fia, III. Ferdinánd testvére                                      |        |
| Ferdinánd Károly németül: Ferdinand Karl Hátsó-Ausztria főhercege | 1628. május 17. – 1662. december 30. (34 évesen)    | 1632. szeptember 13. | 1662. december 30. (30 év, 3 hónap, 17 nap)   | Habsburg–Tiroli    | V. Lipót, Hátsó-Ausztria főhercege és Anna di Cosimo de’ Medici toszkánai nagyhercegnő fia                                          |        |
| Zsigmond Ferenc németül: Sigismund Franz Hátsó-Ausztria főhercege | 1630. november 27. – 1665. június 25. (34 évesen)   | 1662. december 30.   | 1665. június 25. (2 év, 5 hónap, 26 nap)      | Habsburg–Tiroli    | V. Lipót, Hátsó-Ausztria főhercege és Anna di Cosimo de’ Medici toszkánai nagyhercegnő fia, Ferdinánd Károly főherceg testvére      |        |

### Belső-Ausztria főhercegei (1564–1665)
| Uralkodó                                                        | Életterminusa                                   | Uralkodása kezdete | Uralkodása vége                            | Uralkodóháza       | Megjegyzés | Portré |
| --------------------------------------------------------------- | ----------------------------------------------- | ------------------ | ------------------------------------------ | ------------------ | --- | ------ |
| II. Károly németül: Karl II. Belső-Ausztria főhercege           | 1540. június 3. – 1590. július 10. (50 évesen)  | 1564. július 25.   | 1590. július 10. (25 év, 11 hónap, 15 nap) | Osztrák–Habsburgok | I. Ferdinánd osztrák főherceg, német-római császár és Jagelló Anna magyar királyi hercegnő fia, II. Miksa és II. Ferdinánd testvére                |        |
| III. Ferdinánd németül: Ferdinand III. Belső-Ausztria főhercege | 1578. július 9. – 1637. február 15. (58 évesen) | 1590. július 10.   | 1637. február 15. (46 év, 7 hónap, 5 nap)  | Osztrák–Habsburgok | II. Károly, Belső-Ausztria főhercege és Mária Anna bajor hercegnő fia, egyben Alsó- és Felső-Ausztria főhercege is                                 |        |
| IV. Ferdinánd németül: Ferdinand IV. Belső-Ausztria főhercege   | 1608. július 13. – 1657. április 2. (48 évesen) | 1637. február 15.  | 1657. április 2. (20 év, 1 hónap, 18 nap)  | Osztrák–Habsburgok | III. Ferdinánd osztrák főherceg, német-római császár és Mária Anna bajor hercegnő fia, egyben Alsó- és Felső-Ausztria főhercege is                 |        |
| VI. Lipót németül: Leopold VI. Belső-Ausztria főhercege         | 1640. június 9. – 1705. május 5. (64 évesen)    | 1657. április 2.   | 1665. június 25. (8 év, 2 hónap, 23 nap)   | Osztrák–Habsburgok | IV. Ferdinánd osztrák főherceg, német-római császár és Habsburg Mária Anna spanyol infánsnő fia, 1665-ben a három főhercegi címet újra egyesítette |        |

### Ausztria főhercegei (1665–1780)
| Uralkodó                                                    | Életterminusa                                    | Uralkodása kezdete | Uralkodása vége                            | Uralkodóháza       | Megjegyzés | Portré |
| ----------------------------------------------------------- | ------------------------------------------------ | ------------------ | ------------------------------------------ | ------------------ | --- | ------ |
| VI. Lipót németül: Leopold VI. Ausztria főhercege           | 1640. június 9. – 1705. május 5. (64 évesen)     | 1665. június 25.   | 1705. május 5. (39 év, 10 hónap, 10 nap)   | Osztrák–Habsburgok | IV. Ferdinánd osztrák főherceg, német-római császár és Habsburg Mária Anna spanyol infánsnő fia |        |
| I. József németül: Joseph I. Ausztria főhercege             | 1678. július 26. – 1711. április 17. (32 évesen) | 1705. május 5.     | 1711. április 17. (5 év, 11 hónap, 12 nap) | Osztrák–Habsburgok | VI. Lipót osztrák főherceg, német-római császár és Eleonóra Magdolna pfalz–neuburgi hercegnő fia |        |
| III. Károly németül: Karl III. Ausztria főhercege           | 1685. október 1. – 1740. október 20. (55 évesen) | 1711. április 17.  | 1740. október 20. (29 év, 6 hónap, 3 nap)  | Osztrák–Habsburgok | VI. Lipót osztrák főherceg, német-római császár és Eleonóra Magdolna pfalz–neuburgi hercegnő fia, I. József testvére |        |
| Mária Terézia németül: Maria Theresia Ausztria főhercegnője | 1717. május 13. – 1780. november 29. (63 évesen) | 1740. október 20.  | 1780. november 29. (40 év, 1 hónap, 9 nap) | Osztrák–Habsburgok | III. Károly osztrák főherceg, német-római császár és Erzsébet Krisztina braunschweig–wolfenbütteli hercegnő leánya, 1740 és 1765 között férjével, Lotaringiai Ferenc Istvánnal, 1765 és 1780 között fiával, II. Józseffel |        |

## Habsburg–Lotaringiai-ház (1780–1804)
Lásd még: a Habsburg–Lotaringiai-ház cikket
| Uralkodó                                           | Életterminusa                                     | Uralkodása kezdete | Uralkodása vége                              | Uralkodóháza           | Megjegyzés | Portré |
| -------------------------------------------------- | ------------------------------------------------- | ------------------ | -------------------------------------------- | ---------------------- | --- | ------ |
| II. József németül: Joseph II. Ausztria főhercege  | 1741. március 13. – 1790. február 20. (48 évesen) | 1780. november 29. | 1790. február 20. (9 év, 2 hónap, 22 nap)    | Habsburg–Lotaringiaiak | Lotaringiai Ferenc István német-római császár és Mária Terézia osztrák uralkodónő fia, 1765 és 1780 között anyja társuralkodója |        |
| VII. Lipót németül: Leopold VII Ausztria főhercege | 1747. május 5. – 1792. március 1. (44 évesen)     | 1790. február 20.  | 1792. március 1. (2 év, 10 nap)              | Habsburg–Lotaringiaiak | Lotaringiai Ferenc István német-római császár és Mária Terézia osztrák uralkodónő fia, II. József testvére                      |        |
| II. Ferenc németül: Franz II. Ausztria főhercege   | 1768. február 12. – 1835. március 2. (67 évesen)  | 1792. március 1.   | 1804. augusztus 11. (12 év, 5 hónap, 10 nap) | Habsburg–Lotaringiaiak | VII. Lipót osztrák főherceg, német-római császár és Bourbon Mária Ludovika spanyol infánsnő fia                                 |        |

II. Ferenc 1804-ben Ausztriát örökös császársággá alakította, és I. Ferenc néven Ausztria császárává koronáztatta magát.